# 1952 في المكسيك
فيما يلي قوائم الأحداث التي وقعت خلال عام 1952 في المكسيك.

## سياسة

### تعيين في المنصب
- 1 ديسمبر – أدولفو رويز كورتينيس رئيس المكسيك.

### انتهاء فترة المنصب
- 30 نوفمبر – ميجيل اليمان فالديز رئيس المكسيك.

## مواليد

### يونيو
- 7 يونيو – جيسوس مارتينيز لاعب كرة قدم مكسيكي.[1]
- 28 يونيو – توماس بوي لاعب كرة قدم مكسيكي.[2]

### أغسطس
- 16 أغسطس – كارلوس غوميز لاعب كرة قدم مكسيكي.[3]

### أكتوبر
- 19 أكتوبر – فيرونيكا كاسترو ممثلة ومغنية مكسيكية.[4]

### ديسمبر
- 8 ديسمبر – خافيير فلوريس لاعب كرة قدم مكسيكي.[5]

## وفيات

### فبراير
- 19 فبراير – إنريكي جونثاليث مارتينث (مواليد 1871)[6]

### مارس
- 1 مارس – ماريانو أثويلا (مواليد 1873)[7]

### يوليو
- 21 يوليو – بيدرو لاسكوراين (مواليد 1858) رئيس المكسيك.[8]